# Subdivisões de Brunei

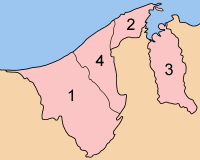
Mapa indicando os distritos do Brunei.

Brunei está dividido em quatro "distritos" ou "municípios", chamados daerah. Os distritos estão subdivididos em 38 mukims ("sub-distritos" ou "paróquias").
| No. | Distritos      | Capital             |
| 1.  | Belait         | Kuala Belait        |
| 2.  | Brunei e Muara | Bandar Seri Begawan |
| 3.  | Temburong      | Bangar              |
| 4.  | Tutong         | Pekan Tutong        |